# شريحة جامبو

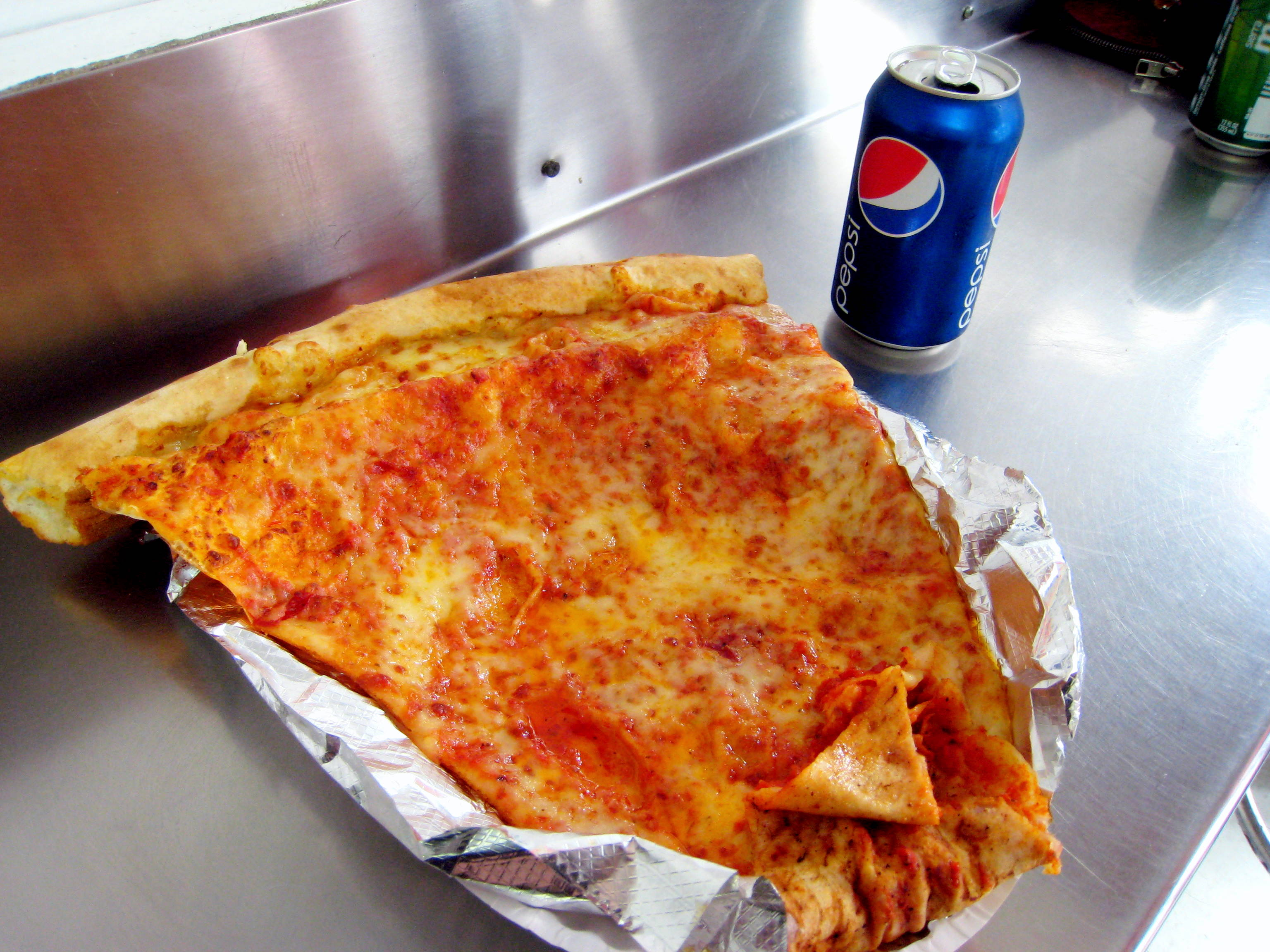
شريحة جامبو في آدامز مورجان

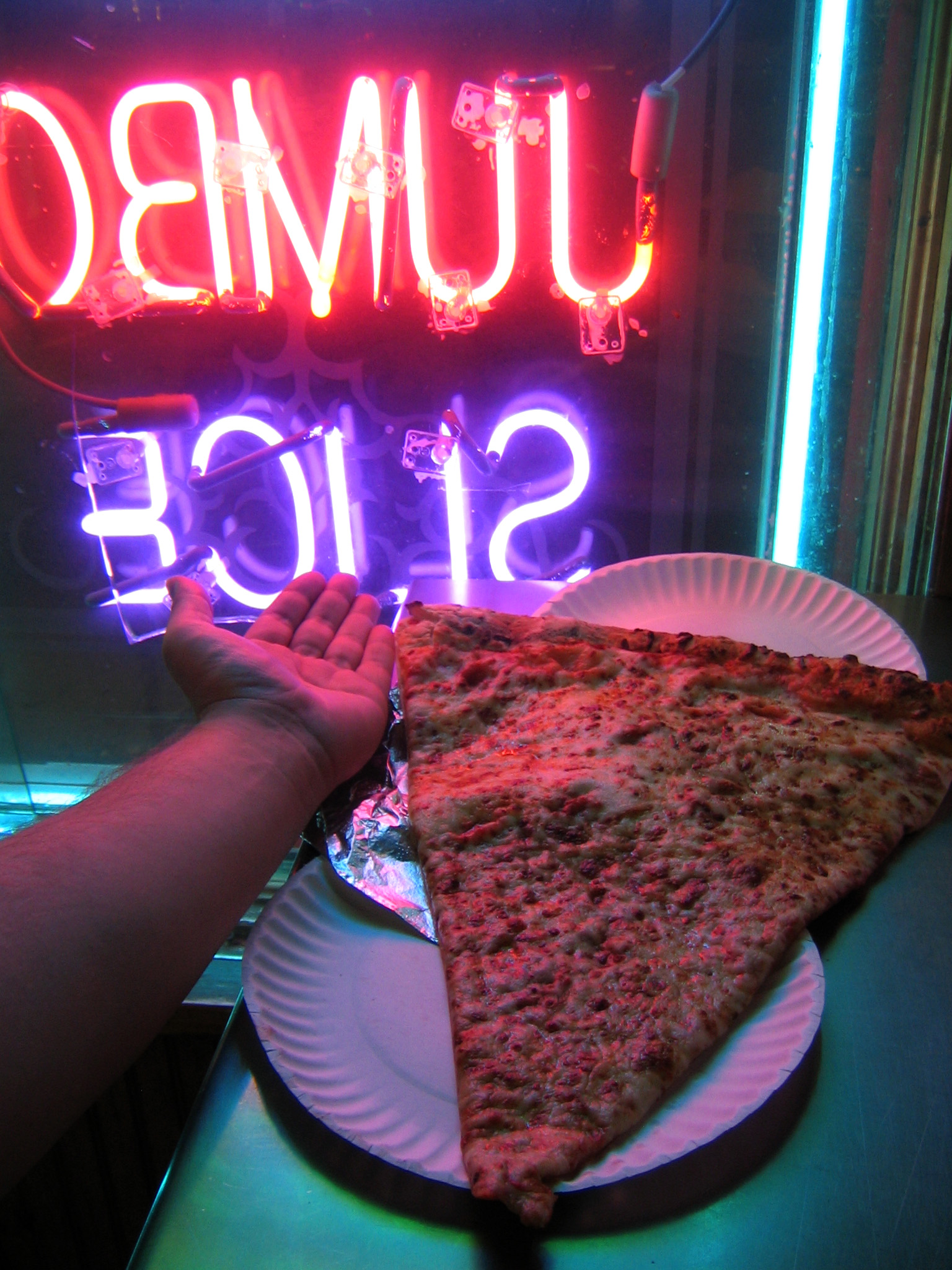
شريحة جامبو تقدم على عدة أطباق ورقية

شريحة جامبو هي بيتزا كبيرة الحجم على طراز نيويورك تباع بالشريحة للذهاب، وهي تحظى بشعبية خاصة في حي آدامز مورغان في واشنطن العاصمة، وحي مورنينجسايد هايتس، وهو حي في مدينة نيويورك. قد يصل حجم فطيرة البيتزا الدائرية التي يقطع شرائح جامبو منها إلى 36 بوصة (90 سـم) في القطر، ويمكن أن يزيد طول الشرائح الفردية عن 1 قدم (30 سـم) طويل. قامت وسائل الإعلام المحلية والوطنية بتغطية شريحة البيتزا العملاقة بسبب حجمها الكبير بشكل غير عادي، والجمهور الذي تميل إلى جذبه في وقت متأخر من الليل، والمنافسة المستمرة بين أصحاب البيتزا الذين يدعون ملكية المصطلح وأكبر شرائح البيتزا.

## المكونات
عادةً ما تقدم شرائح الجامبو في نوعين فقط: الجبن والبيبروني. يمكن أن يبلغ طول الشرائح الفردية أكثر من 1 قدم (30 سـم) في الطول، ويزن حوالي 1 رطل (0.5 كـغ)، وعادة ما تطوى لتناولها. يمكن أن تزن كرات العجين الخاصة بشرائح الفطائر العملاقة أكثر من 4 رطل (1.8 كـغ). قبل الاستخدام، تحفظ الصلصة في وعاء كبير يطلق عليه أحيانًا اسم «علبة القمامة»، ويمكن أن يصل مزيج جبن الموزاريلا والبروفولون في 900-رطل (410 كـغ) الشحنات. قد تحتوي شريحة جامبو واحدة على أكثر من 1000 كيلو كالوري (4200 كيلوجول)، كما أكدت دراسة أجرتها شركة ABC Research Corp. نيابة عن صحيفة واشنطن سيتي.

## التاريخ
بدأ مطعم «كورونيت بيتزا»، الواقع في حي مورنينج سايد هايتس في مدينة نيويورك، ببيع شرائح الفطائر كبيرة الحجم عند افتتاحه في عام 1981. بحلول عام 1990، قطعت شرائح كورونيت من 30-بوصة (80 سـم) الفطائر، واكتسبت شعبية بين طلاب جامعة كولومبيا القريبة. في نهاية المطاف، أصبح يُشار إلى عرض كورونيت باسم «شريحة البيتزا العملاقة».
تأسست أولى مطاعم البيتزا العملاقة في واشنطن العاصمة، في شارع 18 شمال غرب في آدامز مورجان، وهو حي معروف بحاناته العديدة. تعتبر شرائح اللحم العملاقة من العناصر الأساسية لرواد الحانات الجائعين في وقت متأخر من الليل، وخاصة بعد آخر زيارة في حوالي الساعة 3 صباحًا في ليلة عطلة نهاية الأسبوع، يمكن لمتجر شرائح اللحم العملاقة إنتاج ما يقرب من 800 رطل (360 كـغ) من اللحوم من البيتزا، مع تحقيق معظم المبيعات في أسبوع معين على مدار حوالي ثماني ساعات في عطلة نهاية الأسبوع.
التصميمات الداخلية لمحلات العاصمة واشنطن متناثرة، وتتميز فقط بالكراسي والطاولات، ولا تحتوي على زخارف حائطية أو دورات مياه للعملاء. في الخارج، تم وصف المشهد في وقت متأخر من الليل بأنه «نوع من الحفلات الخارجية المرتجلة». قام ضباط شرطة المترو الذين يركبون الدراجات بجعل المنطقة موقعًا منتظمًا لمركز الشرطة في ليالي عطلات نهاية الأسبوع.
ولكن ليس كل سكان العاصمة واشنطن متحمسون لشريحة الجامبو. كتبت إيلانا شور في صحيفة ذا هيل: «العادة الغذائية التي تبقيني مستيقظًا طوال الليل... هي شريحة جامبو. تُلقى على أطباق ورقية في ظل عار مبلل بالنيون، بالكاد تكون لذيذة حتى في الساعة الثانية صباحًا، إنها مخيبة للآمال للغاية بحيث لا يمكن اعتبارها بيتزا حقًا». كانت ظاهرة شريحة جامبو أيضًا مصدر إحباط لسكان الحي. غالبًا ما تنتهي شرائح البيتزا إلى قمامة في الشوارع، مع تأثير نفق الرياح على شارع 18 الذي يحمل أحيانًا أطباقًا ورقية باتجاه طريق آدامز ميل. من المعروف أن الزبائن يتخلصون من الأطباق والشرائح غير المكتملة على مسافة تصل إلى نصف ميل، وخاصة في اتجاه محطة مترو وودلي بارك. وفقًا لسكوت بينيت، مالك متجر أمستردام فلافل شوب القريب، «إذا رأيت آدامز مورجان صباح يوم الأحد، سيبدو الأمر أشبه بتشرنوبيل».

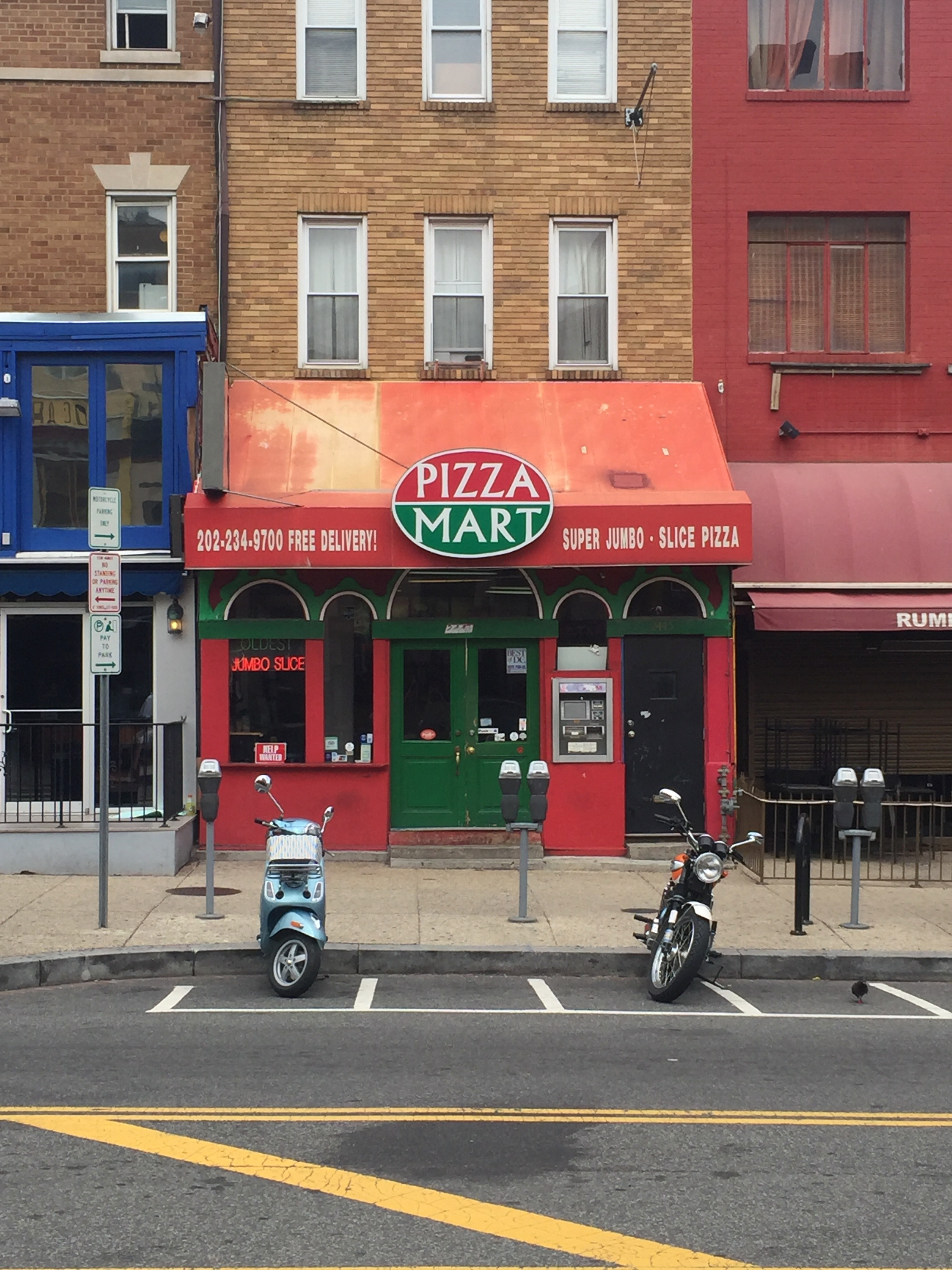
بيتزا مارت في آدامز مورجان، موطن «شريحة جامبو الأصلية الحقيقية»

استخدم مصطلح «شريحة جامبو» لأول مرة في آدامز مورجان بواسطة كريس تشيشتي، مالك بيتزا مارت، الذي يعمل في الحي منذ تسعينيات القرن العشرين. في عام 1999، بدأ تشيشتي في صنع فطائر أكبر حجمًا من خلال الجمع بين كرات عجينة البيتزا القياسية؛ كانت أول فطيرة «شريحة جامبو» له 18 بوصة (46 سـم)، ومع مرور الوقت نما إلى 22 بوصة (56 سـم)، 28 بوصة (71 سـم)، وأخيرًا، 32 بوصة (81 سـم). مع تطور شريحة جامبو، قام تشيستي بالترقي إلى أفران أكبر، وبمجرد أن أصبح مقيدًا بالحجم الأقصى المتاح تجاريًا، قام حتى بتجربة البيتزا البيضاوية.
افتتح جاويد خان، وهو موظف سابق في شركة تشيشتي، بيتزا نابولي في عام 1999، حيث يقدم شرائح من البيتزا 30-بوصة (76 سـم) فطيرة في وقت كان فيه تشيشتي لا يزال يبلغ 22 بوصة (56 سـم). قال خان، الذي بدأ أيضًا في استخدام مصطلح «شريحة جامبو»، لصحيفة واشنطن سيتي بيبر: «لقد جئنا بالشريحة الأكبر حجمًا». ورد تشيشتي بالذهاب إلى حجم أكبر، وأكد حقه في المصطلح من خلال تعليق لافتة بلاستيكية في نافذته مكتوب عليها «شريحة جامبو».
في مارس 2003، افتتحت سلسلة Pizza Boli's موقع ممتاز على بعد ثلاثة أبواب من Pizza Mart. يملك مطعم Pizza Boli's شريك تجاري سابق لتشيشتي، جون ناصر، ويديره كيري جونيري، وقد قام المطعم بتثبيت لافتة نيون مكتوب عليها «شريحة جامبو الأصلية». شرحت غونيري العبارة قائلة «أصنع شرائح أصلية. شريحتي أصلية مثل الطريقة التي يصنعونها بها في إيطاليا منذ 2000 عام». وردًا على ذلك، قامت تشيشتي بتركيب لافتة متطابقة تقريبًا في نفس اليوم، مكتوب عليها «شريحة جامبو أصلية حقيقية». قال تشيشتي: «عندما يبدي رأيه، فأنا فقط أستجيب له». وكجزء من الخلاف المستمر، في أغسطس 2003، قام تشيشتي بتركيب لافتة أخرى مكتوب عليها «أول أقدم شريحة جامبو أصلية». وفقًا لصحيفة واشنطن سيتي بيبر، «ما نجا من ذهن كلا المالكين هو حقيقة أن لا أحد يهتم».
كما ادعت محلات بيتزا أخرى في واشنطن العاصمة استخدام عبارة «شريحة جامبو»، بما في ذلك المواقع الواقعة على طول ممر شارع يو المتقاطع، وبالقرب من الجامعة الكاثوليكية الأمريكية في حي بروكلاند. اعتبارًا من ديسمبر 2016، تشمل مؤسسات Adams Morgan التي تسوق نفسها على أنها تبيع «شريحة جامبو» بيتزا مارت، وبيتزا جامبو سلايس، وبيتزا دوتشيني، وبيتزا بيستولي، وهو بيتزا بولي السابق، على الرغم من أن اللافتات لا تزال دون تغيير.
كما يقدم مطعم Angelo's of Baltimore شريحة بيتزا مقاس 18 بوصة منذ ما لا يقل عن 30 عامًا، وعلى عكس مطاعم Adams Morgan، فهي في الواقع قطعة من بيتزا كاملة. كما يقدم مطعم البيتزا أيضًا «فطيرة حفلات» ضخمة مقاس 26 بوصة (أو في الماضي 30 بوصة) والتي تتحدى العرض الضيق للعديد من المنازل المتجاورة في بالتيمور. بعد إغلاقه في عام 2014 في هامبدن، أعاد المالكان تومي وأنجيلو بيتزا افتتاحه في عام 2019.
وقد استخدمت هذه العبارة أيضًا من قبل مطاعم البيتزا خارج منطقتي واشنطن ونيويورك، بما في ذلك مطعم DC Slice في بيتسبرغ، والذي استوحى إلهامه من شرائح البيتزا العملاقة «الأسطورية» التي ابتكرها آدامز مورجان.

## في وسائل الإعلام
تعرفوا على شريحة جامبو باعتبارها جزءًا من ثقافة الطعام في واشنطن العاصمة في الكتب، وعرضت مؤسساتها «المتنافسة» في برنامج Food Wars على قناة Travel Channel. حكم على بيتزا مارت بأنها الفائزة، حيث قامت كارلا هول من برنامج Top Chef بالتصويت بشكل حاسم. وقد قامت وسائل الإعلام المحلية بتغطية ظاهرة الشرائح الضخمة من خلال أخذ عينات من شرائح مماثلة، وفي بعض الحالات مع التركيز على القيام بالمهمة أثناء الرصانة. في عام 2012، اعترضت صحيفة واشنطن بوست على قائمة تصنيفية نشرتها صحيفة ديلي ميل ووصفت بيتزا جامبو سلايس بأنها أفضل بيتزا في المرتبة الثانية عشرة في أمريكا.

## ملحوظات
1. ↑  Pizza Mart's opening has variously been reported as 1995,[3] 1996,[1] and 1997.[2]